# Żuromin (gmina)
Żuromin – gmina miejsko-wiejska w województwie mazowieckim, w powiecie żuromińskim. W latach 1975–1998 gmina położona była w województwie ciechanowskim.
Siedziba gminy to Żuromin.
Według danych z 30 czerwca 2004 gminę zamieszkiwało 14 369 osób. Natomiast według danych z 31 grudnia 2023 roku gminę zamieszkiwało 13 667 osób. Według danych z 31 grudnia 2019 roku gminę zamieszkiwały 14 304 osoby.
Gmina Żuromin powstała 13 stycznia 1870 w powiecie sierpeckim w guberni płockiej z części zniesionej gminy Poniatowo; równocześnie do nowej gminy Żuromin przyłączono obszar pozbawionego praw miejskich Żuromina.
5 października 1973 od gminy Żuromin odłączono sołectwo Zielona, włączając je do gminy Kuczbork-Osada.

## Struktura powierzchni
Według danych z roku 2002 gmina Żuromin ma obszar 132,44 km², w tym:
- użytki rolne: 84%
- użytki leśne: 3%

Gmina stanowi 16,45% powierzchni powiatu.

## Demografia

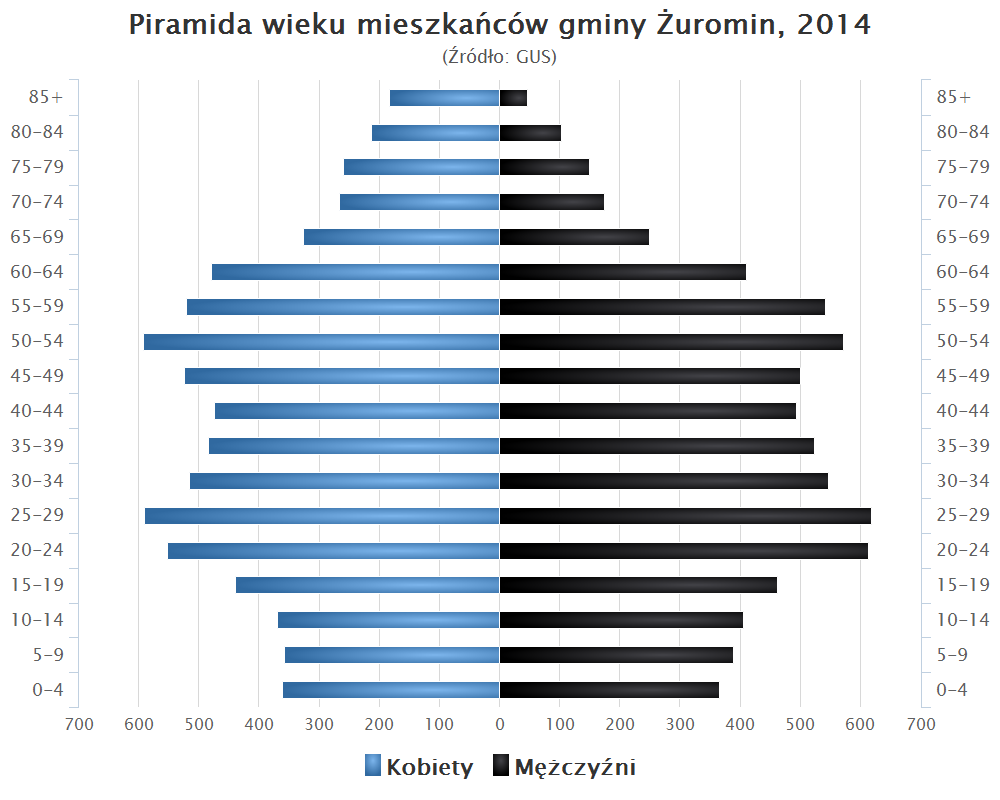
Piramida wieku mieszkańców gminy Żuromin w 2014 roku

Dane z 31 grudnia 2019:
| Opis                              | Ogółem | Ogółem | Kobiety | Kobiety | Mężczyźni | Mężczyźni |
| --------------------------------- | ------ | ------ | ------- | ------- | --------- | --------- |
| jednostka                         | osób   | %      | osób    | %       | osób      | %         |
| populacja                         | 14 304 | 100    | 7313    | 50,8    | 6991      | 49,2      |
| gęstość zaludnienia (mieszk./km²) | 108    | 108    | 55,1    | 55,1    | 53,3      | 53,3      |

## Sołectwa
Będzymin, Brudnice, Chamsk, Cierpigórz, Dąbrowa, Dąbrowice, Dębsk, Franciszkowo, Kliczewo Duże, Kliczewo Małe, Kosewo, Kruszewo, Młudzyn, Nowe Nadratowo-Stare Nadratowo, Olszewo, Poniatowo, Raczyny, Rozwozin, Rzężawy, Sadowo, Tadajówka, Wiadrowo, Wólka Kliczewska.
Pozostałe miejscowości podstawowe: Białe Błoto, Bidakowo, Nadratowo-Bieńki, Ostrów

## Sąsiednie gminy
Bieżuń, Kuczbork-Osada, Lubowidz, Lutocin, Szreńsk